# Acrocercops hyphantica
Acrocercops hyphantica är en fjärilsart som beskrevs av Edward Meyrick 1912. Acrocercops hyphantica ingår i släktet Acrocercops och familjen styltmalar. Inga underarter finns listade i Catalogue of Life.